# SBB A 3/5 601–649
Die SBB A 3/5 601–649 waren eine Serie von 49 Heissdampf-Vierzylinder-Verbunddampflokomotiven für den Schnellzugsdienst, die von den Schweizerischen Bundesbahnen zwischen 1907 und 1915 beschafft wurden.

## Geschichte
Im Anbetracht, dass Schnellzuglokomotiven mit der Achsfolge 2’C über weitere Jahre beschafft werden sollten, beschlossen die SBB bei der Bestellung des Jahres 1906 über 19 A 3/5-Lokomotiven bei der SLM, sechs davon als Versuchslokomotiven mit technischen Neuerungen auszuführen. Die übrigen entsprachen der von Jura-Simplon-Bahn entwickelten Vierzylinder-Nassdampf-Verbundlokomotiven A 3/5, welche die SBB in mehreren Losen nachbeschaffte.
Die Versuchslokomotiven wurden wie folgt ausgeführt:
- zwei Dreizylinder-Heissdamfplokomotiven A 3/5 501–502, Antrieb nach der Bauart von Borries auf den ersten Triebradsatz
- zwei Vierzylinder-Heissdampf-Verbundlokomotiven A 3/5 601–602, Antrieb nach der Bauart von Borries auf den ersten Triebradsatz
- zwei Vierzylinder-Nassdampf-Verbundlokomotiven mit Brotankessel A 3/5 651–652[2], Antrieb nach der Bauart De Glehn mit aussen liegenden Hochdruck-Zylindern die auf den mittlere Triebradsatz wirken und mit den Niederdruck-Zylindern mit Wirkung auf den ersten Triebradsatz

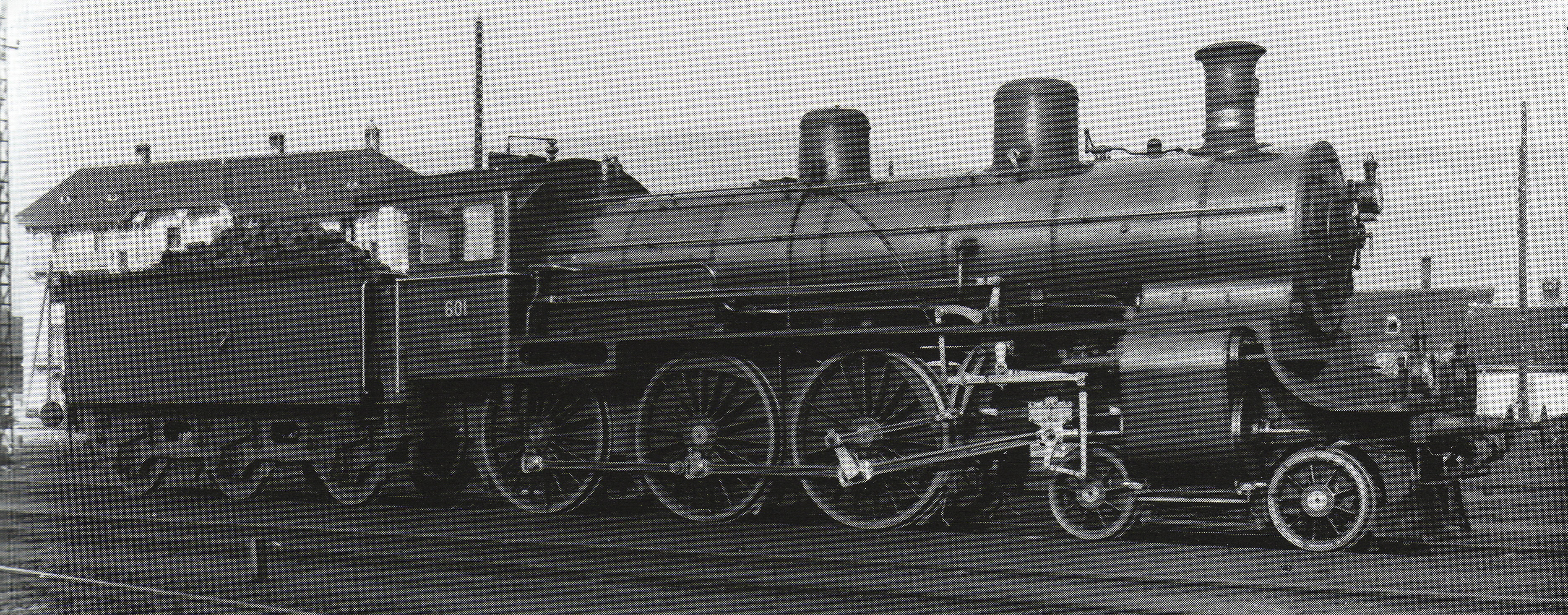
Vorserienlokomotive Nr. 601

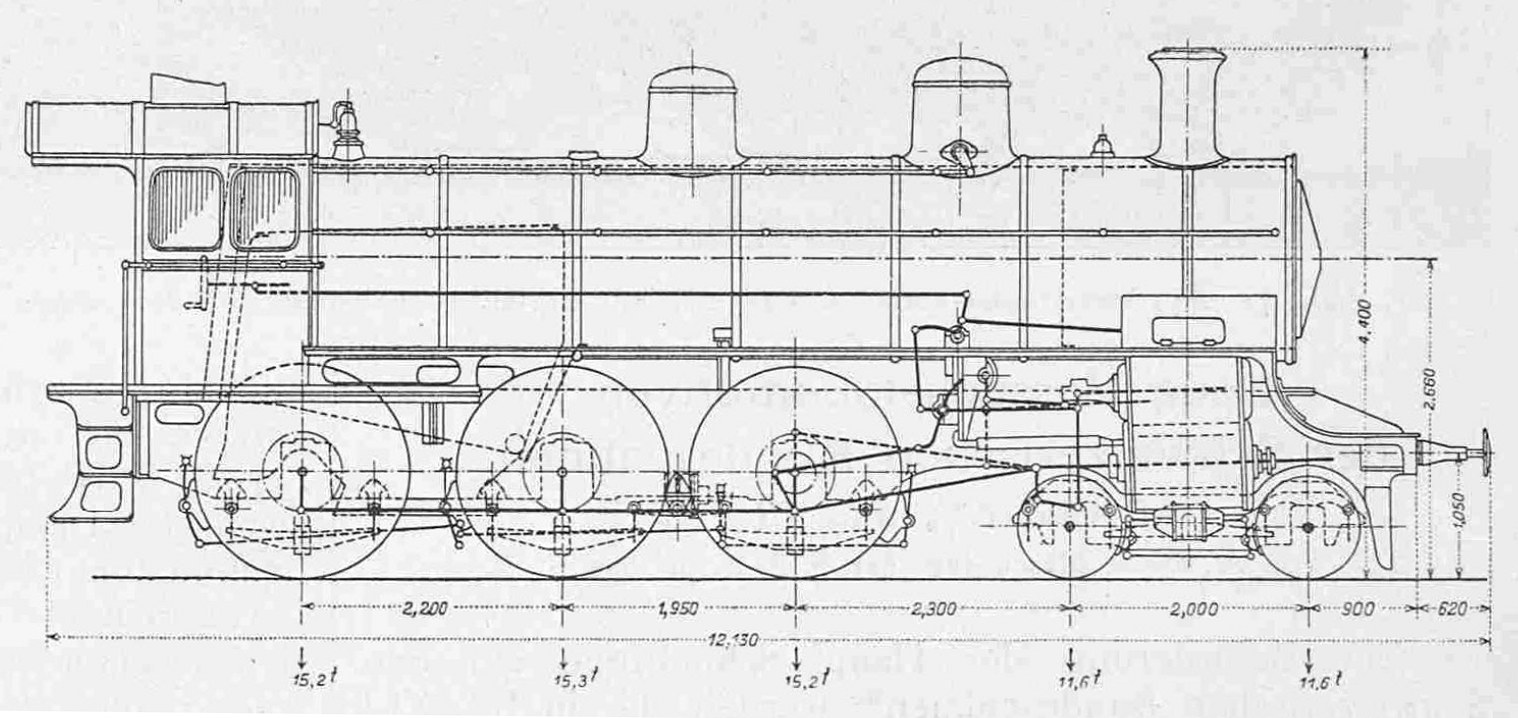
Massbild der Vorserienlokomotiven Nr. 601–602

Bei allen Varianten wurden Achsstand und Raddurchmesser unverändert von den JS-Maschinen übernommen, ausser bei der Variante mit Brotankessel wurden auch die Abmessungen des Kessels übernommen. Aufgrund des Überhitzers und der schwereren Triebwerke stieg das Dienstgewicht der Lokomotiven um zwei bis drei Tonnen. Das Mehrgewicht wurde auf das Drehgestell verlegt, weil bereits die JS-Maschinen die zulässige Radsatzfahrmasse für die Kuppelradsätze vollständig ausnutzte.
Nach eingehender Erprobung wurde entschieden, eine Serie entsprechend der A 3/5 601–602 mit kleinen Änderungen aufzulegen. Dies erübrigte ab 1910 den Nachbau weiterer JS A 3/5. Bis 1915 wurden weitere 47 Lokomotiven geliefert. Sie unterschieden sich von den beiden Vorserienlokomotiven durch einen 20 cm längeren Radstand der Kuppelachsen, was einer vergrösserter Rost- und Heizfläche zugutekam, sowie ein auf 48 t erhöhtes Reibungsgewicht.

## Betrieb
Bis zur Elektrifizierung der Gotthardstrecke waren sie gleich nach der Auslieferung zusammen mit der Heissdampf GB A 3/5 die Regellokomotiven für die Schnellzüge über den Gotthard, erhielten aber in der Regel auf den Rampen eine Vorspannlokomotive, während sie die Strecke von Zürich und Luzern bis Bellinzona durchliefen. Durch die rasch fortschreitende Elektrifizierung der Hauptstrecken verloren sie recht schnell ihr angestammtes Einsatzgebiet. Sie waren in den Kreisen I-IV den Depots Yverdon, Biel und Zürich zugeteilt.

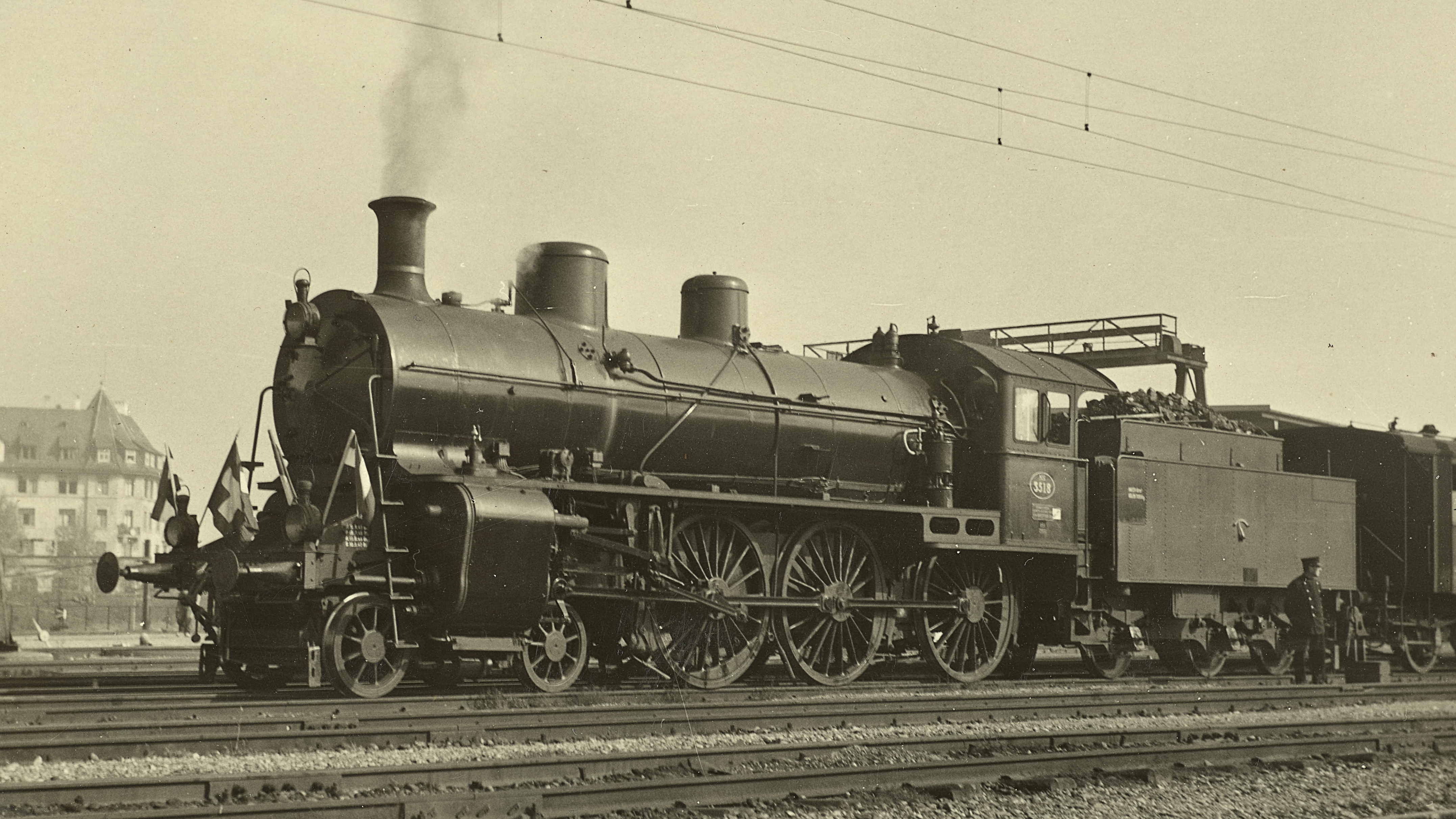
SBB A 3/5 642 als NS 3518 kurz vor der Abfahrt in der Schweiz im Oktober 1946

Mitte der 1930er Jahre wurden die ersten 600er (1934 die Nr. 620 aus dem Jahre 1912) ausgemustert. Bis 1946 wurden die 613 und weitere 21 Stück dieser Loks nach ihrer Ausmusterung von den niederländischen Eisenbahnen (NS) übernommen, die aufgrund von Verlusten im Zweiten Weltkrieg einen großen Lokomotivmangel hatte. Die Lokomotiven wurden in Vierer- und Fünfer-Konvoys via Frankreich und Belgien nach Tilburg überführt. Bei der NS erhielten die Lokomotiven die Nummern 3501–3522 und waren den Depots Zwolle, Nijmegen, Den Haag, Venlo und Zutphen zugeteilt. Nach wenigen Betriebsjahren wurden die Lokomotiven zwischen 1948 und 1952 ausgemustert. Sie wurden aufgrund des Messingbandes am Kamin in den Niederlanden als «Goldfinken» bezeichnet. 
Von der 600er-Serie einschließlich der in die Niederlande verkauften Loks ist kein Exemplar mehr erhalten. Gemessen an Betriebskilometern und Betriebsjahren waren es trotzdem die erfolgreichsten Schweizer Schnellzuglokomotiven. Die Nr. 616 war ein Exponat bei der Weltausstellung Turin 1911, die Nr. 634 wurde bei der Schweizerischen Landesausstellung in Bern präsentiert.

## Technik
Die Lokomotiven mussten in der Lage sein, einen 350-t-Zug auf einer 10 ‰-Steigung mit 50 km/h befördern. Dies verlangte eine Zugkraft um die 80 kN bei einer Leistung von 1500 PS. Sie waren ähnlich zu den JS A 3/5, besassen aber statt einer Nassdampf- eine Heissdampfmaschine und einen 20 cm längeren Radstand der Kuppelachsen. Auch wurden einige Verbesserungen, die schon bei der GB A 3/5 eingeführt wurden, übernommen, denn die Lokomotiven sollten in den gleichen Diensten wie diese eingesetzt werden.  
Bei den A 3/5 601–649 arbeitete Vierzylinder-Verbund-Maschine auf den ersten Triebradsatz, wobei die Hochdruckzylinder innerhalb und die Niederdruckzylinder ausserhalb des Rahmens lagen. Die Kurbelzapfen einer Maschinenseite waren um 180° versetzt, die linken zur rechten Seite um 90°, sodass pro Radumdrehung acht Auspuffschläge zu hören waren. Beide Schieber auf einer Seite wurden von einer gemeinsamen Walschaerts-Steuerung angetrieben. Der Kessel hatte bei den Serienlokomotiven eine Heizfläche von 203 m² und einen 2,8 m² grossen Rost. Die Feuerbüchse war schmal ausgebildet, damit sie zwischen den Triebrädern Platz fand. Die Lokomotiven waren mit einem dreiachsigen Schlepptender gekuppelt, der 18 Kubikmeter Wasser und sieben Tonnen Kohle fasste.